# التعليم في إسبانيا

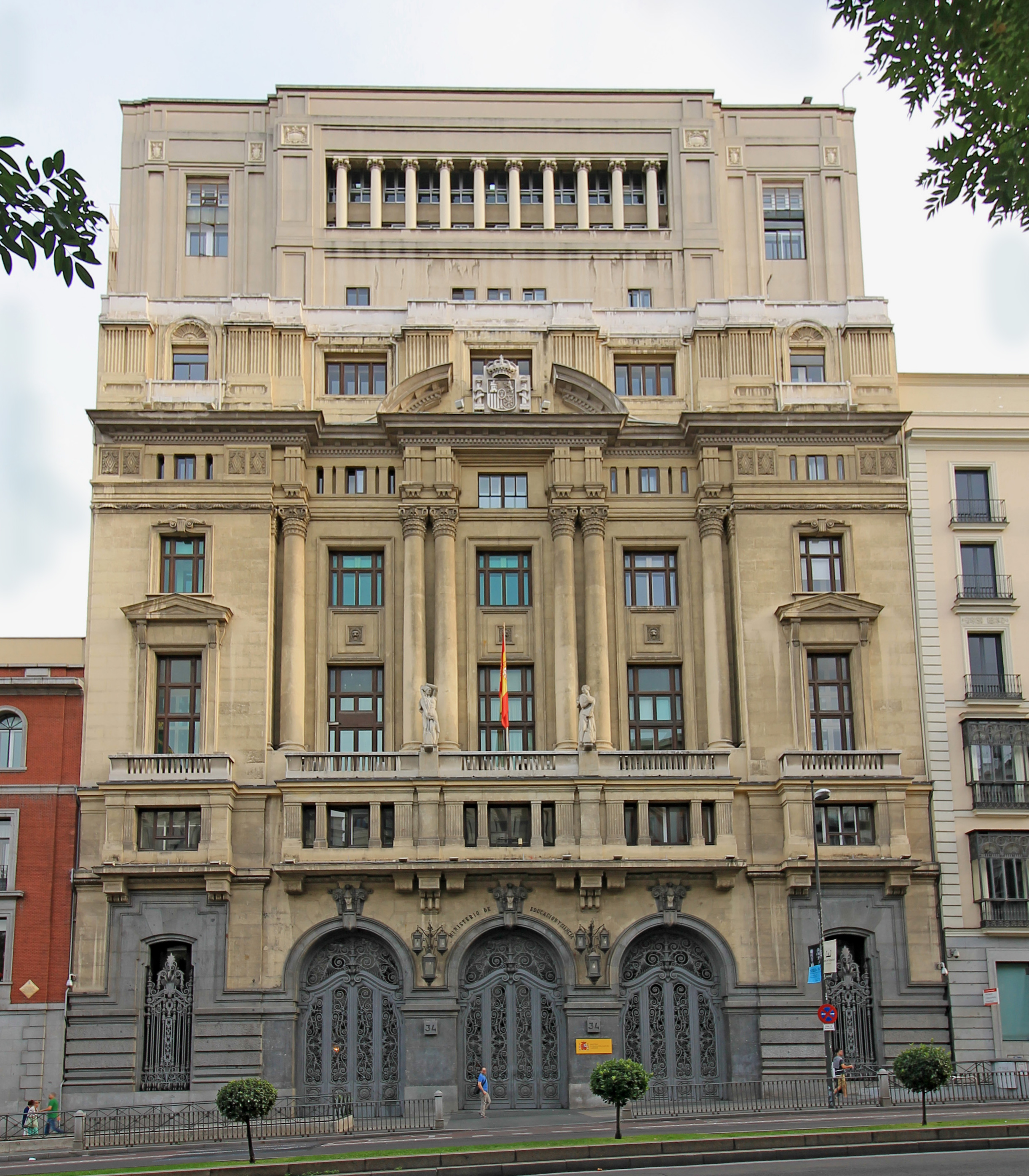
مقر وزارة التعليم الإسبانية.

التعليم في إسبانيا يخضع للقانون العضوي لتحسين جودة التعليم، وهذا القانون هو امتداد للمادة 27 من الدستور الإسباني لعام 1978. التعليم في إسبانيا مجاني وإجباري لكل الأطفال ما بين سن السادسة والسادسة عشر. تقوم الحكومة الوطنية وحكومات أقاليم مناطق الحكم الذاتي بتمويل التعليم.
التعليم الإجباري يتكون من طورين، التعليم الابتدائي أو Primaria من سن السادسة إلى سن الثانية عشر، والتعليم المتوسط أو Secundaria من سن الثانية عشر إلى السادسة عشر.
تقوم إسبانيا حاليا بإصلاحات على التعليم المهني، وبمجهودات لتحسين جودة التعليم بشكل عام للخفض من نسبة البطالة في البلاد.

## مراحل التعليم

### الحضانة
يشجع الأطفال تحت سن السادسة بالالتحاق بالحضانة أو Educación Infantil. يوجد طورين من الحضانة: من الولادة إلى سن الثالثة، ومن سن الثالثة إلى سن السادسة. المرحلة الأولى من تعليم الحضانة تتمثل في دور رعاية الأطفال أو Guardería، وهي ليست مجانية ماعدا بعض المنح المقدمة من طرف بعض البلديات على نطاق محدود. المرحلة الثانية من تعليم الحضانة مجانية لجميع الأطفال المؤهلين، وتركز هذه المرحلة على النمو العاطفي ومهارات اللغة والتواصل. الوثائق المطلوبة لتسجيل الأطفال في الحضانة تتمثل في شهادة إقامة، جواز سفر أو بطاقة إقامة، أو شهادة ميلاد الطفل. في بعض الأحيان، يجب تقديم تقرير بلقاحات الطفل أو شهادة طبية.

### التعليم الابتدائي
التعليم الابتدائي يدوم ست سنوات مقسمة على ثلاث مراحل، وكل مرحلة تتكون من صفين. المواد المدرسة في هذه المرحلة هي: اللغة والأدب الإسباني، الرياضيات، العلوم الطبيعية، العلوم الاجتماعية، التربية البدنية، اللغة الأجنبية الأولى (الإنجليزية)، التربية الفنية: الفنون والحرف والموسيقى، اللغة الأجنبية الثانية، المواطنة وحقوق الإنسان، التربية الأخلاقية والدينية، واللغات المحلية (على حسب المنطقة).

### التعليم الثانوي
يدوم التعليم الثانوي لأربعة سنوات، مقسمة على مرحلتين من الصف السابع إلى الصف العاشر: المرحلة الأولى لمدة عامين، أين يتم تدريس المواد الأساسية والمواد الاجتماعية، والمرحلة الثانية لمدة عامين، أين يتم تدريس المواد الأساسية ومواد اختيارية حسب رغبات التلميذ.

#### المواد الدراسية
| الصف السابع | الصف الثامن | الصف التاسع | الصف العاشر |
| --- | --- | --- | --- |
| علم الأحياء وعلم الأرض | علم الأحياء وعلم الأرض، الفيزياء والكيمياء                                                                                                   | علم الأحياء وعلم الأرض، الفيزياء والكيمياء                                                                                                   | يجب على التلاميذ اختيار مادتين من هته المواد: على الأحياء وعلم الأرض، الفيزياء والكيمياء، الاقتصاد، اللغة اللاتينية                                                                             |
| الرياضيات | الرياضيات | الرياضيات النظرية أو المهنية | الرياضيات النظرية |
| التاريخ والجغرافيا | التاريخ والجغرافيا | التاريخ والجغرافيا | التاريخ والجغرافيا |
| اللغة والأدب الاسباني، واللغة والأدب المحلي في حال أن المنطقة لها لغتها الخاصة                                                               | اللغة والأدب الاسباني، واللغة والأدب المحلي في حال أن المنطقة لها لغتها الخاصة                                                               | اللغة والأدب الاسباني، واللغة والأدب المحلي في حال أن المنطقة لها لغتها الخاصة                                                               | اللغة والأدب الاسباني، واللغة والأدب المحلي في حال أن المنطقة لها لغتها الخاصة |
| اللغة الأجنبية الأولى (الإنجليزية) | اللغة الأجنبية الأولى (الإنجليزية) | اللغة الأجنبية الأولى (الإنجليزية) | اللغة الأجنبية الأولى (الإنجليزية) |
| التربية البدنية | التربية البدنية | التربية البدنية | التربية البدنية |
| تعاليم الدين والأخلاق | تعاليم الدين والأخلاق | تعاليم الدين والأخلاق | تعاليم الدين والأخلاق |
| بعض من المواد الاختيارية: 1. ثقافة الحضارات التقليدية 2. مدخل لأعمال المقاولة 3. الموسيقى 4. التكنولوجيا 5. الفنون 6. اللغة الأجنبية الثانية | بعض من المواد الاختيارية: 1. ثقافة الحضارات التقليدية 2. مدخل لأعمال المقاولة 3. الموسيقى 4. التكنولوجيا 5. الفنون 6. اللغة الأجنبية الثانية | بعض من المواد الاختيارية: 1. ثقافة الحضارات التقليدية 2. مدخل لأعمال المقاولة 3. الموسيقى 4. التكنولوجيا 5. الفنون 6. اللغة الأجنبية الثانية | بعض من المواد الاختيارية: 1. الفنون الجميلة والرقص 2. الثقافة العلمية 3. ثقافة الحضارات التقليدية 4. الفلسفة 5. الموسيقى 6. تكنولوجيا المعلوماتية والاتصلات 7. اللغة الأجنبية الثانية 8. الفنون |

### التعليم ما بعد سن الـ16
البكالوريا الإسبانية أو Bachillerato تتكون من عامين إضافين بعد نهاية التعليم الثانوي، وهي إجبارية لكل التلاميذ الراغبين بالالتحاق بالجامعة. بعد الانتهاء من مرحلة البكالوريا، يستطيع التلاميذ اجتياز امتحان دخول الجامعة Pruebas de Acceso a la Universidad أو المعروف اختصارا بـPAU، كما أن العديد من الاسبانيين يسمونه Selectividad. يتكون الـPAU من جزئين: الجزء العام وهو اجباري لجميع التلاميذ، والجزء الخاص المكيف حسب اختصاص وتوجهات التلاميذ. يتم تقييم الـPAU حسب سلم من 14 نقطة. يتم لاحقا حساب معدلات التلاميذ النهائية، ويأخذ بعين الاعتبار كل من نقطة الـPAU الذي يمثل 40% من المعدل النهائي، والمعدل الدراسي العام الذي يمثل 60% من المعدل النهائي.

#### المواد المدرسة في البكالوريا
| الصف الـ11 (السنة الأولى من البكالوريا) | الصف الـ12 (السنة الثانية من البكالوريا) |
| --- | --- |
| اللغة والأدب الاسباني، واللغة والأدب المحلي في حال أن المنطقة لها لغتها الخاصة | اللغة والأدب الاسباني، واللغة والأدب المحلي في حال أن المنطقة لها لغتها الخاصة |
| اللغة الأجنبية الأولى (الإنجليزية) | اللغة الأجنبية الأولى (الإنجليزية) |
| الفلسفة | تاريخ إسبانيا |
| الرياضيات I | الرياضيات II |
| اللغة اللاتينية I | اللغة اللاتينية II |
| أساسيات الفنون I | أساسيات الفنون II |
| على التلاميذ اختيار مادتين من المواد الآتية: - من العلوم: علم الأحياء، علم الأرض، الرسم التقني، الفيزياء، الكيمياء، والتكنولوجيا الصناعية - من العلوم الاجتماعية: الاقتصاد، الأدب والثقافة الإغريقية، الأدب والثقافة العالمية المعاصرة | على التلاميذ اختيار مادتين من المواد الآتية: - من العلوم: علم الأحياء، علم الأرض، الرسم التقني، الفيزياء، الكيمياء، والتكنولوجيا الصناعية - من العلوم الاجتماعية: اقتصاد الأعمال، الثقافة الإغريقية، والجغرافيا                                                         |
| بعض من المواد الاختيارية: 1. التحليل الموسيقى 2. اللغة الأجنبية الثانية 3. علم التشريح 4. تكنولوجيا المعلوماتية والاتصال 5. الرسم الفني 6. اللغة والتدرب الموسيقي 7. الديانة                                                           | بعض من المواد الاختيارية: 1. التحليل الموسيقى 2. الرسم الفني 3. أساسيات الإدارة والتسيير 4. الديانة 5. تاريخ الموسيقى والرقص 6. علم النفس 7. علم الاجتماع 8. الفنون المرئية والبلاستيكية 9. اللغة الأجنبية الثانية 10. تكنولوجيا الاتصال والمعلوماتية 11. تاريخ الفسلفة |

## المدارس

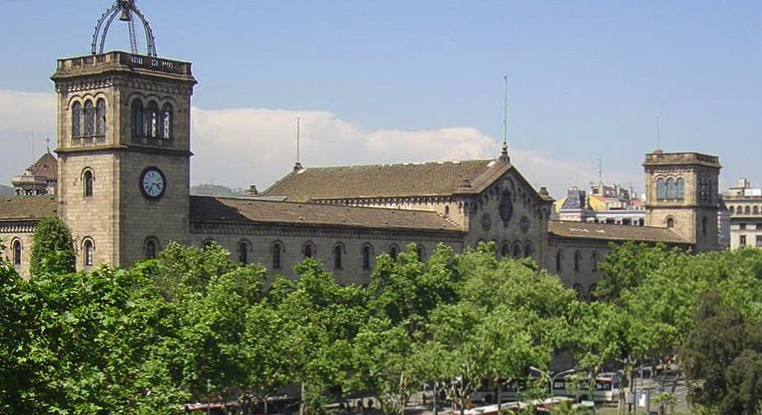
جامعة برشلونة.

يوجد ثلاثة أنواع من المدارس في إسبانيا:
- المدارس الحكومية
- المدارس الخاصة الممولة من طرف الحكومة
- المدارس الخاصة ذاتية التمويل

طبقا لإحصائيات من عام 2008-2009، فإن 67.4% من التلاميذ يدرسون في مدراس حكومية، 26.0% في مدراس خاصة ممولة من طرف الحكومة، و 6.6% في مدراس خاصة. عادة ما يدرس التلاميذ المرحلة الابتدائية والثانوية في مدرسة حكومية، ثم مرحلة البكالوريا في مدرسة خاصة. العديد من المدارس الخاصة مسيرة من طرف جماعات دينية، ويوجد منها مدارس مخصصة لجنس واحد فقط (ذكور أو إناث). تتيع بعض المدارس الخاصة المنهاج التعليمي البريطاني أو الأمريكي.
التعليم ما قبل الجامعي مجاني، ولكل يجب على أولياء التلاميذ دفع مصاريف الكتب والأدوات. في عام 2009، قدرت التكاليف الدراسية بـ300 أورو، وفي عام 2011 بلغت 500 أورو.
لا يوجد زي رسمي في المدارس الإسبانية ما عدا في بعض المدارس الخاصة. يجب على الأباء تسجيل أبنائهم في فصل الربيع إذا كانوا يرغبون بالالتحاق بالدراسة في فصل الخريف الموالي. عادة ما يتمتع الآباء بالحرية في اختيار المدراس لابنائهم، لكل في مناطق الاكتظاظ السكاني يتم فرض قيود أكثر لعدم توفر عدد كاف من المقاعد الدراسية.

## الفصول الدراسية

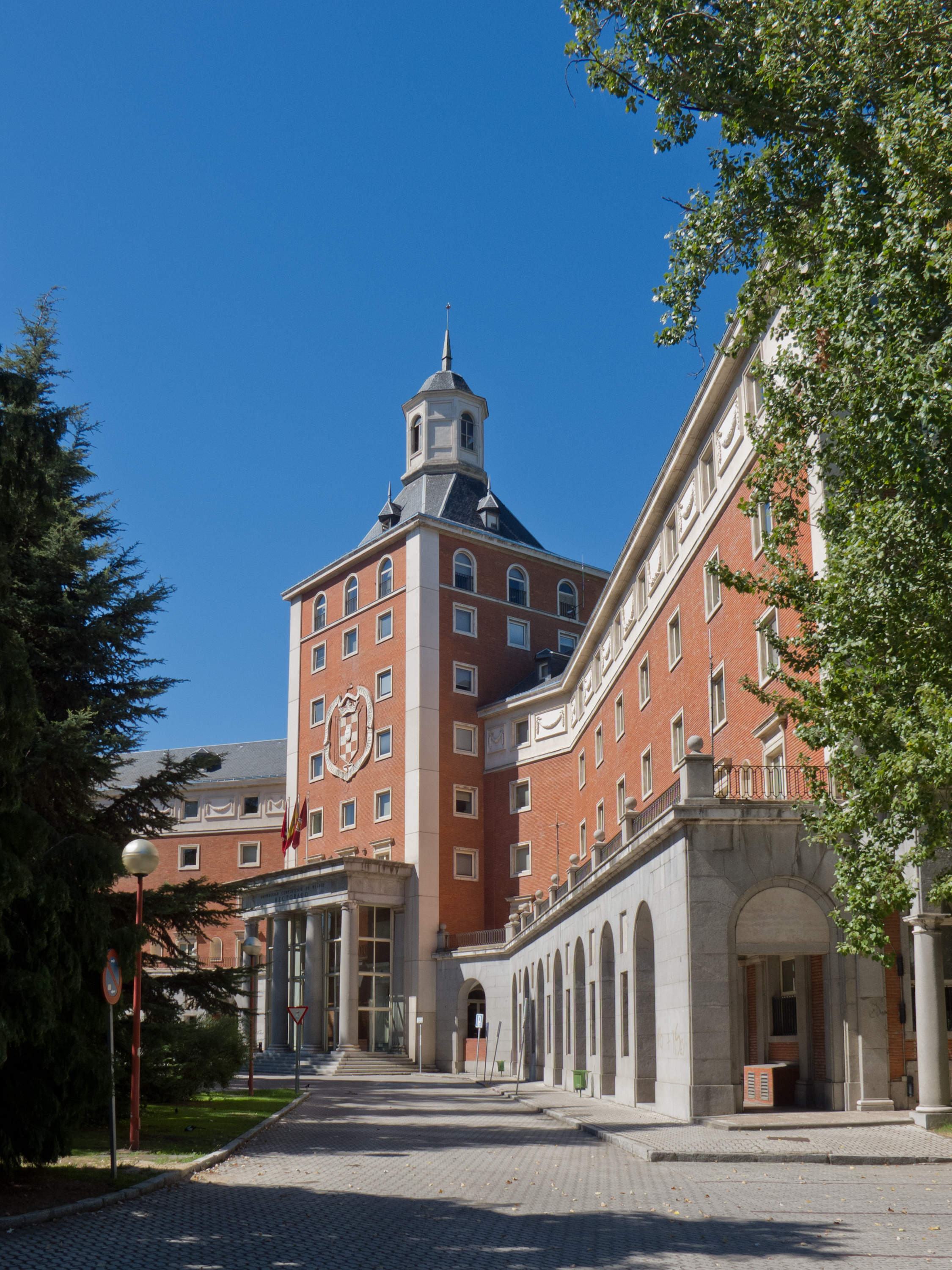
جامعة كومبلوتنسي في مدريد.

يتمتع التلاميذ بثلاث عطل مدرسية، الأولى خلال فترة الأعياد ما بين 22 ديسمبر/كانون الأول لغاية 7 يناير/كانون الثاني، الثانية خلال فترة عيد الفصح لمدة أسبوع أربيعين يوما بعد أربعاء الرماد، والثالثة خلال فصل الصيف ما بين 23 يونيو/حزيران و 15 سبتمبر/أيلول. إضافة إلى هذا، يوجد العديد من أيام العطل الخاصة بالأعياد الدينية والوطنية. يوجد ثلاث فصول دراسية، الأول من سبتمبر/أيلول لغاية ديسمبر/كانون الأول، الثاني من يناير/كانون الثاني لغاية آذار أو نيسان، والثالث من أبريل/نيسان لغاية يونيو/حزيران.

## مناهج التعليم ثنائية اللغة
في إسبانيا، يتواجد إلى جانب اللغة الإسبانية لغات كـالبشكنشية، الغاليسية، والكاتالونية. منهاج التعليم في المناطق ذات اللغات المحلية تختلف من منطقة لأخرى.

### منطقة الباسك
لـمنطقة الباسك ثلاث أنظمة تعليمية يرمز إليها بأحرف أ، ب، أو د تبعا. النظام د يقوم باستعمال البشكنشية بشكل كامل، واللغة الإسبانية تدرس كمادة إلزامية، وهذا النظام هو الأكثر شعبية في منطقة الباسك. النظام أ يدرس البشكنشية كلغة، لكن لغة التعليم الرئيسية هي الإسبانية. النظام ب يجمع ما بين خصائص النظام السابقين، حيث يتم تدريس المواد مناصفة بين اللغة البشكنشية أو الإسبانية. اعتمدت منطقة الباسك منهاج التعليم الثنائي سنة 1983.

### منطقة كتالونيا
خلال سبيعينات القرن العشرين حينما تم إرساء الديموقراطية في إسبانيا، تم الاعتراف بحق إقليم كتالونيا في تسيير نظامه التعليم الخاص به. في عام 1997 تم إقرار قانون يلزم جميع المدارس في كتالونيا بأن تكون نسبة 50 بالمائة أو أكثر من دروسها مقدمة باللغة الكتالونية. يعارض الوطنيون الإسبانيون ترقية اللغة الكتالونية، ويدعون أنها تشكل عائق للتحصيل التعليمي لدى التلاميذ. لا توجد أية إحصائيات تشير إلى صحة أن التلاميذ في المناهج ثنائية اللغة لديهم نتائج دراسية أسوء من باقي التلاميذ، كما أن إجادة اللغة الإسبانية من طرف التلاميذ في منطقة كتالونيا لا تختلف عن غيرها من مناطق إسبانيا.

### منطقة غاليسيا
تستعمل الغاليسية في 50 من المواد التعليمية، ما عدا في دور الحضانة أين يتم غالبا استعمال الغاليسية بشكل كامل.

## الدراسة العالمية
بلغ عدد المدارس العالمية في إسبانيا 210 في عام 2015. يطلق اسم مدرسة عالمية على أية مدرسة تستعمل اللغة الإنجليزية أساسا كلغة تعليمية في بلد غير متحدث باللغة الإنجليزية. في عام 1977 تم افتتاح أول مدرسة لتحضير الطلبة لاجتياز البكالوريا العالمية. حاليا توجد 86 مدرسة بكالوريا عالمية في إسبانيا.

## روابط خارجية
- موقع وزارة التعليم الإسبانية.
- الدورات والجامعات في إسبانيا.
- دليل الجامعات والمدراس للدراسة في إسبانيا.
- مخطط النظام التعليمي الإسباني.
- امتحان selectividad